# ويليام كليبورن دونلاب
ويليام كليبورن دونلاب هو قاضي ومحامي وسياسي أمريكي، ولد في 25 فبراير 1798 في نوكسفيل في الولايات المتحدة، وتوفي في 16 نوفمبر 1872 في ممفيس في الولايات المتحدة. نشط حزبياً في الحزب الديمقراطي. وقد انتخب عضو مجلس نواب تينيسي ‏ وانتخب عضو مجلس ولاية تينيسي ‏ وانتخب عضو مجلس النواب الأمريكي ‏.